# 死亡教育
死亡教育是关于死亡的教育，重点关注人性和情感方面。虽然它可能包括关于死亡的生物学方面的教育，但关于如何应对因親人死亡後產生的極度悲伤是教育重點。 死亡教育还涉及了解死亡过程，探討人們对死亡的态度和死亡意义等话题。许多人认为死亡教育是禁忌，因此在這方面的教育比較消極，他們不會談論死亡和悲傷，而是將其隱藏起來，從不與他人提起。如果對死亡進行正確的教育，死亡的禁忌就會減少。

## 腳註
1. ↑  Corr, 2013, p. 5